# Ващенко, Григорий Иванович
Григо́рий Ива́нович Ва́щенко (6 января 1920, Валки, Харьковская область, УССР — 16 мая 1990, Москва) — украинский советский государственный деятель, министр торговли СССР в 1983—1986, первый секретарь Харьковского обкома КП Украины в 1964—1972. Член ЦК КПСС в 1966—1989, член ЦК КП Украины в 1965—1986. Кандидат в члены политбюро ЦК КП Украины в 1966—1971, член политбюро ЦК КП Украины в 1971—1983. Депутат Совета Союза Верховного Совета СССР 7-11 созывов (1966—1989) от Харьковской (7—9 созывы), Ивано-Франковской (10 созыв) и Ворошиловградской (11 созыв) областей.

## Биография
Родился 6 января 1920 года в городе Валки Харьковской губернии в семье сапожника, украинец.
- 1935—1938 — учёба в Харьковском машиностроительном техникуме.
- 1938—1939 — техник заводской лаборатории Харьковского тракторного завода.
- 1939—1941 — технолог, начальник корпуса Харьковского завода транспортного машиностроения.
- 1941—1945 — технолог цеха завода (Нижний Тагил). Член ВКП(б) с 1943 года. В 1943 ненадолго арестовывался и допрашивался по подозрению в диверсии, освобождён за отсутствием состава преступления.
- 1946—1958 — начальник бюро, цеха, механосборочного корпуса Харьковского завода транспортного машиностроения. В 1955 окончил Всесоюзный заочный политехнический институт.
- 1958—1959 — секретарь комитета КП Украины Харьковского завода транспортного машиностроения имени В. А. Малышева.
- 1959 — секретарь Харьковского областного комитета КП Украины.
- 1959 — январь 1963 — второй секретарь Харьковского областного комитета КП Украины.
- 19 февраля 1960 — 8 января 1965 — кандидат в члены ЦК КП Украины.
- Январь — июль 1963 — второй секретарь Харьковского промышленного областного комитета КП Украины.
- Июль 1963 — декабрь 1964 — первый секретарь Харьковского промышленного областного комитета КП Украины.
- Декабрь 1964 — 15 июня 1972 — первый секретарь Харьковского областного комитета КП Украины. Первым поставил вопрос о необходимости строительства метрополитена в Харькове, при нём началось строительство.
- Июнь 1972 — январь 1983 — Первый заместитель Председателя Совета Министров УССР.
- 8 января 1965 — 6 февраля 1986 — член ЦК КП Украины.
- 18 марта 1966 — 17 марта 1971 — кандидат в члены Политбюро ЦК КП Украины.
- 8 апреля 1966 — 25 апреля 1989 — член ЦК КПСС.
- 20 марта 1971 — 26 апреля 1983 — член Политбюро ЦК КП Украины.

Как вспоминала его супруга Тамара, также ответственная работница: «В 1983 году мужа пригласили на собеседование к генеральному секретарю ЦК КПСС Андропову. Юрий Владимирович считал, что на должности министра торговли СССР Ващенко мог коренным образом реорганизовать отрасль. Поскольку на Украине этот участок работы Григорий Иванович не курировал, он отказался, ссылаясь на не блестящее здоровье 63-летнего человека. Дважды на собеседование по одному и тому же вопросу к генсеку не приглашали. Но последовало второе предложение Андропова, уже подкрепленное согласием Владимира Щербицкого. Юрий Владимирович Андропов начал разговор в жесткой форме. Понимая, что экономический кризис начинается с торговли, он настоятельно рекомендовал мужу возглавить эту отрасль. Ващенко, всю жизнь занимавшийся оборонкой и имевший здесь единомышленников, по-прежнему упорствовал. „В противном случае положишь партбилет и пойдешь на пенсию без него“, — слова генсека загнали Григория Ивановича в угол».
21 января 1983 — 26 декабря 1986 — министр торговли СССР.
Супруга вспоминала: «Узнав о Чернобыльской аварии и не дождавшись указаний ни от ЦК КПСС, ни от Совмина, министр торговли СССР Ващенко по собственной инициативе приехал в Киев. Он побывал на месте аварии, встретился с руководством Украины. По личному указанию Григория Ивановича в Киевскую, Житомирскую, Гомельскую, Могилевскую области направились из Молдавии и Крыма эшелоны с красным вином и зеленым чаем, минеральной водой обеспечивал Кавказ».
С декабря 1986 — на пенсии.
Похоронен на Троекуровском кладбище.

## Семья
Вдовец.
Вторым браком был женат на Тамаре Владимировне Главак (1939—2016), которая работала заместителем Председателя Государственного комитета СССР по профессионально-техническому образованию.

## Награды
Награждён тремя орденами Ленина, орденом Октябрьской Революции, орденом «Знак Почета».

## Память
- Памятник на могиле Г. И. Ващенко
- Мемориальная доска
- В 2000—2016 годах станция Харьковского метрополитена «Метростроителей» называлась «Метростроителей им. Г. И. Ващенко»[8].
- 22 мая 2008 года на фасаде дома по улице Красина, 5 была открыта мемориальная доска в честь Г. И. Ващенко[9].